# Benjamín Vidal
Benjamín Fernando Vidal Allende (* 18. März 1991 in Doñihue) ist ein chilenischer Fußballspieler. Der Innenverteidiger gewann eine chilenische Meisterschaft.

## Karriere
Vidal debütierte im November 2010 beim CD O’Higgins in der Profimannschaft und wurde 2011 an Deportes Puerto Montt verliehen. Nach seiner Rückkehr bekam er mehr Spielzeit bei O’Higgins und kam in der Meistersaison in der Apertura 2013/14 zu zehn von 18 Ligaspielen. Nach dem Abgang von Abwehrchef Julio Barroso wurde er unumstrittener Stammspieler, so dass er das Interesse der großen Vereine im Land weckte. Im Juni 2014 gab er seinen Wechsel zu Universidad de Chile bekannt. Dort kam er allerdings nur sporadisch zu Einsätzen und mit der Verpflichtung von Trainer Sebastián Beccacece wurde Vidal ganz außen vor gelassen. Im Juni 2016 wechselte er zum CD Palestino, mit dem er in der Copa Sudamericana 2016 bis ins Viertelfinale kam und auf dem Weg unter anderem den brasilianischen Spitzenverein CR Flamengo ausschaltete. Im Folgejahr schied Palestino in der Copa Sudamericana 2017 gegen CR Flamengo bereits in der zweiten Runde aus.
Durch seine guten Leistungen bei Palestino verpflichtete Universidad Católica im Juli 2017 den 1,81 m großen Vidal. Im Team der Cruzados konnte er sich allerdings nie durchsetzen und mit dem neuen Trainer Beñat San José verringerten sich seine Einsatzmöglichkeiten weiter, so dass er leihweise erst zu Palestino zurückkehrte und danach für Coquimbo Unido spielte, das Vidal im Anschluss an die Leihe fest verpflichtete. Mit Coquimbo erreichte er bei der Copa Sudamericana 2020 das Halbfinale, stieg jedoch im selben Jahr in die Primera B ab. Er blieb beim Klub und feierte den direkten Wiederaufstieg, wechselte aber nach der Saison zu Fernández Vial. Nach nur einer Saison und dem Abstieg von Fernández Vial schloss er sich Deportes Antofagasta an.

## Erfolge
O’Higgins
- Chilenischer Meister: 2013/14-A
- Chilenischer Supercup-Sieger: 2014

Universidad de Chile
- Chilenischer Pokalsieger: 2015
- Chilenischer Supercup-Sieger: 2015

Palestino
- Chilenischer Pokalsieger: 2018

Universidad Católica
- Chilenischer Supercup-Sieger: 2019

Coquimbo
- Chilenischer Zweitligameister: 2021